# Máximo II de Constantinopla
Máximo II de Constantinopla foi o patriarca grego ortodoxo de Constantinopla entre junho e dezembro de 1216. 

## Vida e obras
Máximo havia sido antes o abade do mosteiro dos Akoimetoi e era o confessor do imperador de Niceia Teodoro I Láscaris antes de se tornar patriarca. Jorge Acropolita e Nicéforo Calisto Xantópulo fazem um relato bastante crítico sobre Máximo, sugerindo que ele era "iliterato" e que a única razão para ele ter sido feito patriarca teriam sido as suas intrigas entre as mulheres da corte. Acropolita diz que "ele cortejava os aposentos das mulheres e era, por sua vez, cortejado por eles; pois não há outro motivo para ele ter sido elevado à tamanha eminência". 
Máximo foi patriarca no exílio em Niceia e concorria com o patriarca latino de Constantinopla. Ele morreu depois de apenas seis meses na função.